# フェキソフェナジン

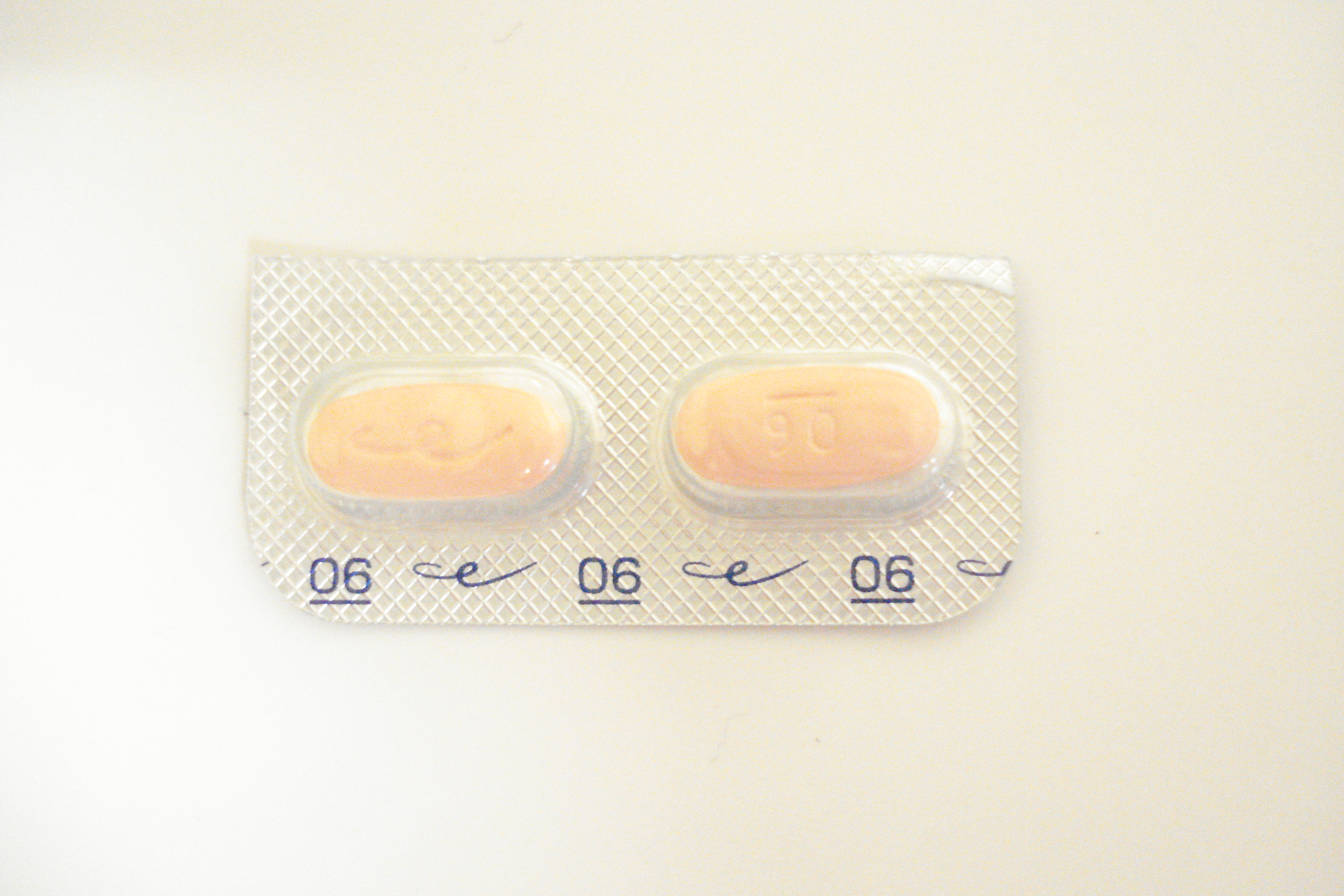
アレグラ60mg錠

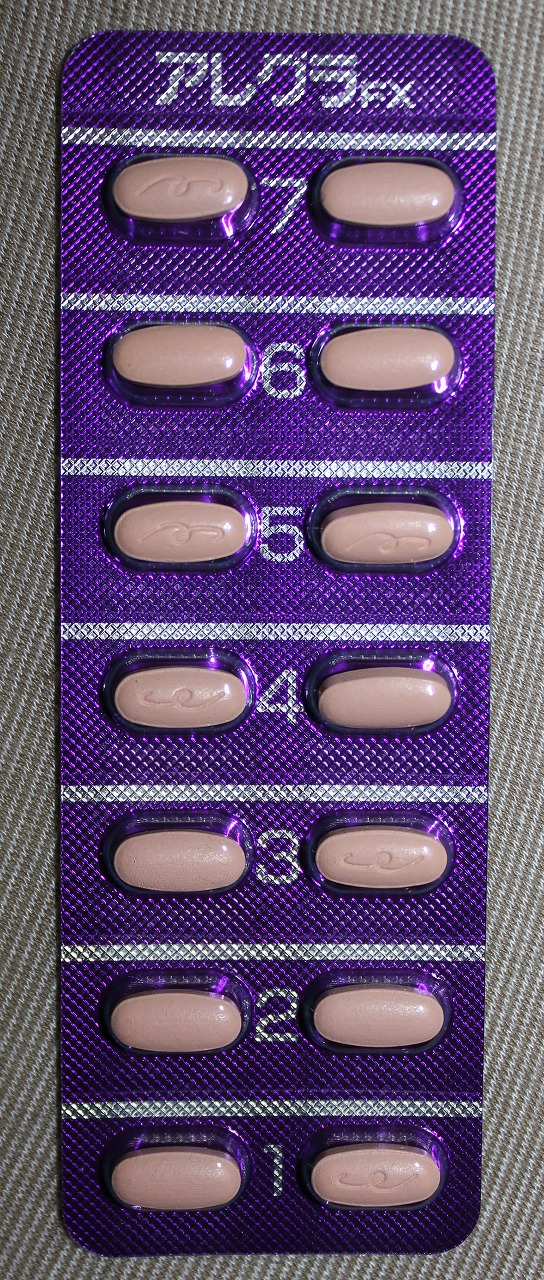
アレグラFX（一般用）

フェキソフェナジン（Fexofenadine）は、ヒスタミンH1受容体拮抗薬で、アレルギー性鼻炎（花粉症）、蕁麻疹、皮膚疾患に伴う瘙痒に用いられる。商品名「アレグラ」（Allegra、イタリア語の「嬉しい」「楽しい」から）で発売され、現在はジェネリック医薬品やオーソライズド・ジェネリック（AG）も販売されている。
フェキソフェナジンは第二世代抗ヒスタミン薬であり、第一世代抗ヒスタミン薬のものと比較して、鎮静の副作用は改善されている。特に添付文書に眠気に関する使用上の注意がない。
この項では、テルフェナジンについても記述する。

## 開発と販売
テルフェナジンの活性代謝物で、後継の化合物である。
フランスのサノフィ（旧アベンティス）が創製した。アメリカ合衆国では1996年から、日本では2000年から日本法人のアベンティス・ファーマ（現・サノフィ）から発売されている。同社の主力商品の一つであり、ロラタジン（クラリチン、2002年日本発売）やセチリジン（ジルテック、1998年日本発売）などと並び、世界で最も消費されている第二世代抗ヒスタミン薬の一つである。
日本では1996年頃から、フェキソフェナジンの第I相臨床試験を開始。テルフェナジンの改良品という緊急性もあり、日本で初めてブリッジング試験（世界の臨床試験データを承認申請に使う手法）により、第III相臨床試験を実施せず、1999年に厚生省に製造承認申請し、2000年11月にアレグラ錠が発売された。日本薬局方にも収載されている。
特許の存続期間終了により、2012年（平成24年）に後発医薬品の製造販売が始まった。その後、2件（第3041954号・第3037697号）の用途特許について、専用実施権の侵害であるとして、後発3社に対し2012年10月にサノフィから提訴がなされていたが、2014年3月に和解が成立している。

## 適応
日本での処方箋医薬品は、アレルギー性鼻炎（花粉症など）、蕁麻疹、皮膚疾患（湿疹・皮膚炎、皮膚瘙痒症（ひふそうようしょう）、アトピー性皮膚炎）に伴う痒みに対し、その効能・効果が認められている。
一般用医薬品の「アレグラFX」、「アレグラFXジュニア」、「アレグラFXプレミアム」共にアレルギー性鼻炎のみ承認されており、効能・効果には、花粉・ハウスダスト（室内塵）などによる鼻のアレルギー症状の緩和：くしゃみ、鼻水、鼻づまりと明記され、痒みには認可がない。

## 特徴
日本で承認されている抗ヒスタミン薬のうち、添付文書の重要な基本的注意の箇所に眠気を催すことがある旨のないものは、現在のところフェキソフェナジンとロラタジンとビラスチンに限られている。

## 薬物相互作用
一般医薬品のほとんどの胃薬に制酸剤として含まれている、水酸化マグネシウム・水酸化アルミニウムとの同時服用により、フェキソフェナジンがそれらに吸着され作用が減弱する。
薬物の吸収にかかわるトランスポーター（OATP）を阻害するジュース（グレープフルーツジュース、リンゴジュース、オレンジジュース）との同時服用によって効果が減弱するため、服用後1時間空けてから飲むこと。

## 副作用
副作用として眠気があらわれることが少なく、眠気の発現頻度がプラセボと比較しても有意な差が認められない点である。しかしながら承認時の日本のみのデータでは、眠気発現率は8%程である。
2015年9月に、製造販売後調査の中間報告でアナフィラキシーショック、アナフィラキシー反応が2例に見られたことが報告された。

## 製剤
医療用の処方箋医薬品として、アレグラ錠60mg、口腔崩壊錠のアレグラOD錠と、また小児向けのアレグラ錠30mgが発売されている。2012年11月に日本でスイッチOTC化され、第1類医薬品として発売された（ただし一般用医薬品には、蕁麻疹や痒みに対する効能は記載されていない）。処方箋医薬品同様にサノフィが製造しているが、発売は久光製薬が担当している。当初は「アレグラ錠60mg」のスイッチOTC品である「アレグラFX」のみだったが、2017年11月に「アレグラ錠30mg」のスイッチOTC品である、14歳以下用で要指導医薬品の「アレグラFXジュニア」も発売された。
その後、「アレグラFX」は2016年11月1日付で第2類医薬品に区分変更、「アレグラFXジュニア」は2020年11月9日付で第1類医薬品に区分変更され、2021年11月9日付で第2類医薬品に再度区分変更されたため、「アレグラFX」・「アレグラFXジュニア」共に薬剤師又は登録販売者がいる店舗での購入が可能となっている。
2013年2月に、フェキソフェナジンと血管収縮作用を有するプソイドエフェドリンを配合した抗アレルギー薬「ディレグラ」が発売されている（「ディレグラ」は2020年12月に製造販売承認並びに販売をLTLファーマへ移管している）。
この「ディレグラ」も2024年1月にスイッチOTC化され、要指導医薬品となる「アレグラFXプレミアム」として発売された。なお、本製品は久光製薬ではなく、サノフィの日本におけるコンシューマー・ヘルスケア部門を担うエスエス製薬が発売を担当している。

### キャラクター
医療用医薬品のアレグラでは、2000年の日本発売時よりハクション大魔王を広告キャラクターにし、壺の置時計やボックスティッシュ、患者向けのアレルギー解説本などの販促物に登場している。
スイッチOTCのアレグラFXでは発売元の久光製薬が独自に設定したキャラクター「アレグラ人」（「サトシーラ」（演：大野智(嵐)）、「サクラーバ」（演：桜庭和志）、「ハルカージョ」（演：大場はるか））が登場するテレビCMが2013年1月18日より放送されている。さらに2014年度版からこれらの3人組に加えて「タケージョ」（演：あき竹城）も登場している。2015年1月27日OA開始分からは「ハルカージョ」に代わって「ナオナオ」（演：奈緒）が登場している。2016年2月IA開始分から「アレグラ人」のボスとして「マリーグラ」（演：夏木マリ）が登場した。
2021年より先輩アレグラ人の「チネラー」（演:知念侑李(Hey!Say!JUMP)）と後輩アレグラ人の「ジングーラ」（演:神宮寺勇太(King&Prince)）、OLのゆりこさん（演:吉高由里子）登場する内容に刷新された。

## テルフェナジン

テルフェナジンの構造式

テルフェナジン（英:Terfenadine）は、構造的にはフェキソフェナジンのカルボン酸をメチル基に置換したものである。アレグラと同じ前々身のマリオン・メレル・ダウ社から、商品名セルダンで発売されていた。日本では商品名トリルダンで1990年1月から発売された。
第二世代抗ヒスタミン薬として、「眠くならない抗ヒスタミン薬」は、機械のオペレーターやパイロット・自動車の運転手に需要があった。
テルフェナジンは服用後、肝臓でカルボン酸型代謝物フェキソフェナジンに代謝されて血液中を循環し、効果を発揮する(初回通過効果)。
テルフェナジンには、心臓に対する毒性や肝障害がある。テルフェナジンと肝臓の代謝酵素が競合する薬剤を併用した際、フェキソフェナジンに変換される過程で肝臓の代謝が阻害された場合、テルフェナジンの未変化体が高濃度（強い毒性）のまま血液中を循環する事になるため、心室性不整脈や、重篤なQT延長から不整脈を引き起こすことがあった。
その内、心停止や死亡した患者が現れたため、日本では厚生省の指導により、1995年に添付文書に警告欄を設け、同じく1997年には緊急安全性情報を出すこととなった。抗アレルギー剤で緊急安全性情報発出は異例で、報道では「花粉症治療薬で不整脈」などと報じられた。
その後、市民団体の薬害オンブズパースン会議が、当時の販売会社（ヘキスト・マリオン・ルセル社）と厚生省に、気管支喘息の適応取消や慎重投与の徹底を求める申請書を提出している（気管支喘息を適応としているのは日本だけであった。日本での適応症はアレルギー症状に、気管支喘息を足したものであった）。これ以降、肝障害や他の薬剤を服用している等のハイリスク患者や小児・気管支喘息患者への投与は大幅に減少したと推測される（売上が減少したため）。日本ではアレグラが2000年11月に発売されたことから、2001年にトリルダンの発売が中止された。
アメリカ合衆国のヘキスト・マリオン・ルセル社は、テルフェナジンのカルボン酸型代謝物（=活性代謝物）そのものであるフェキソフェナジンを製剤化。アメリカで1996年から商品名アレグラとして発売を開始し、テルフェナジンについては、1997年にアメリカ食品医薬品局(FDA)から承認取り下げの提案を受けて、1998年にアメリカ合衆国での発売を中止した。